# Хрещення Христа (Патінір)
«Хре́щення Христа́» (нім. Taufe Christi) — картина нідерландського живописця Йоахіма Патініра (бл. 1480–1524). Створена близько 1515 року. Зберігається у Музеї історії мистецтв у Відні (інв. №GG 981).
На картині представлено сцену на біблійський сюжет Хрещення Христа. Художник зобразив оригінальну і сяючу скелю, білого голуба, що символізує Святий Дух, а над ним — образ Бога, що присутній на хрещенні Христа. Все полотно обіграно у сірих, зелених та, передусім, блакитних тонах, які, змішавшись, дають свинцове, сюреалістичне світло, типове для півночі. Фігури Іоанна Хрестителя та Ісуса відрізняються майже архаїчною грубістю, що різко констрастує із живістю фону. Художник не відмовився від Священного Писання: Іоанн з берега ллє руками воду на голову Ісуса, який стоїть у річці Йордан.
Картина походить із колекції ерцгерцога Леопольда Вільгельма  з 1659 року. Містить підпис художника.